# Wimitzer Berge
Die Wimitzer Berge sind der Teil der Gurktaler Alpen, der durch die Flüsse Gurk und Glan eingeschlossen ist. Das Tal der Wimitz teilt die Wimitzer Berge in zwei parallel verlaufende Bergrücken: den Zammelsberger Rücken im Norden und den Schneebauer Rücken (auch Sörger Berge genannt) im Süden. Die höchsten Gipfel sind der Schneebauerberg (1338 m ü. A.) und das Hocheck im Skigebiet Simonhöhe (ebenfalls 1338 m ü. A.).

## Bilder

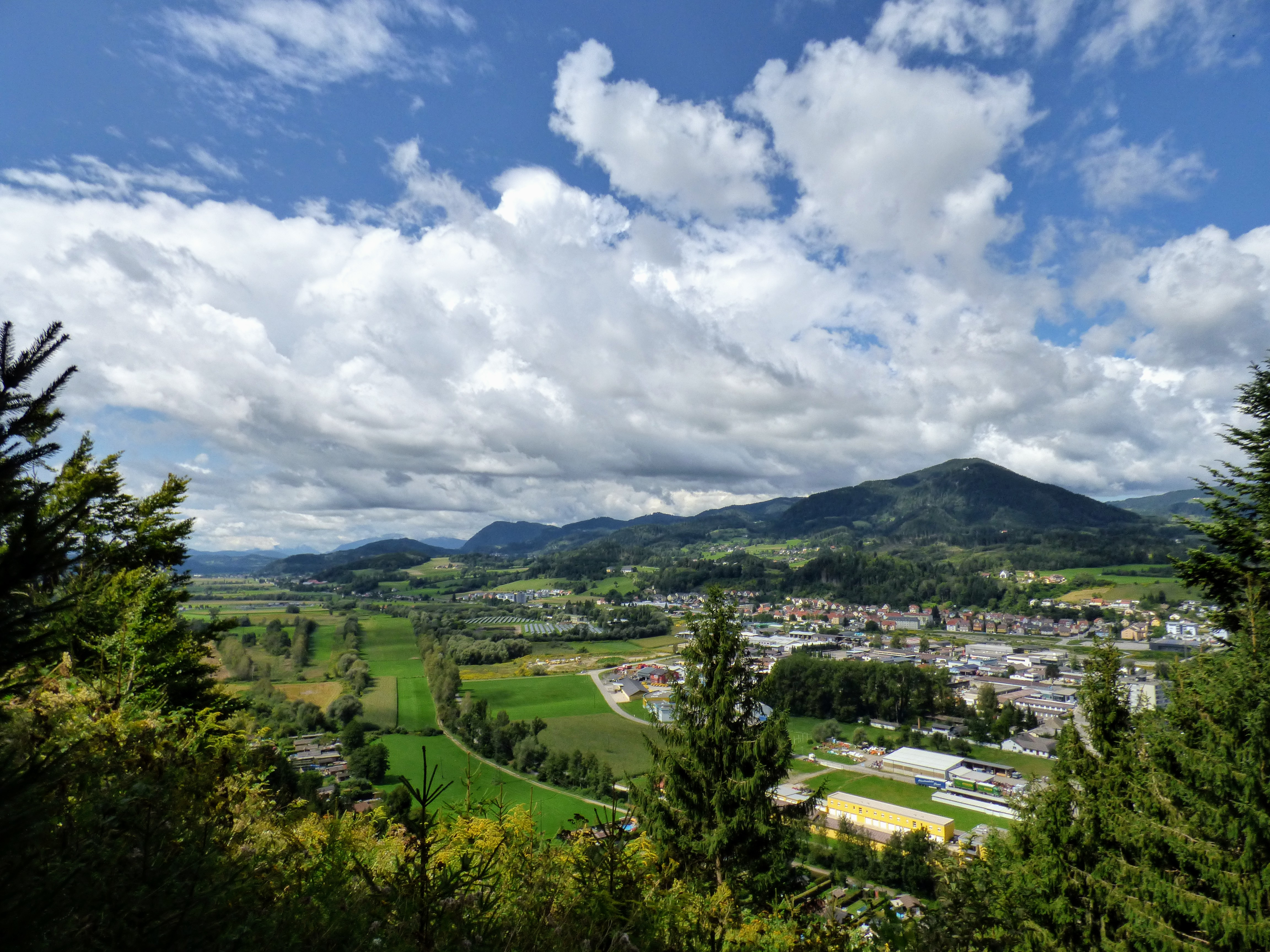
Blick von Südosten auf die Wimitzer Berge
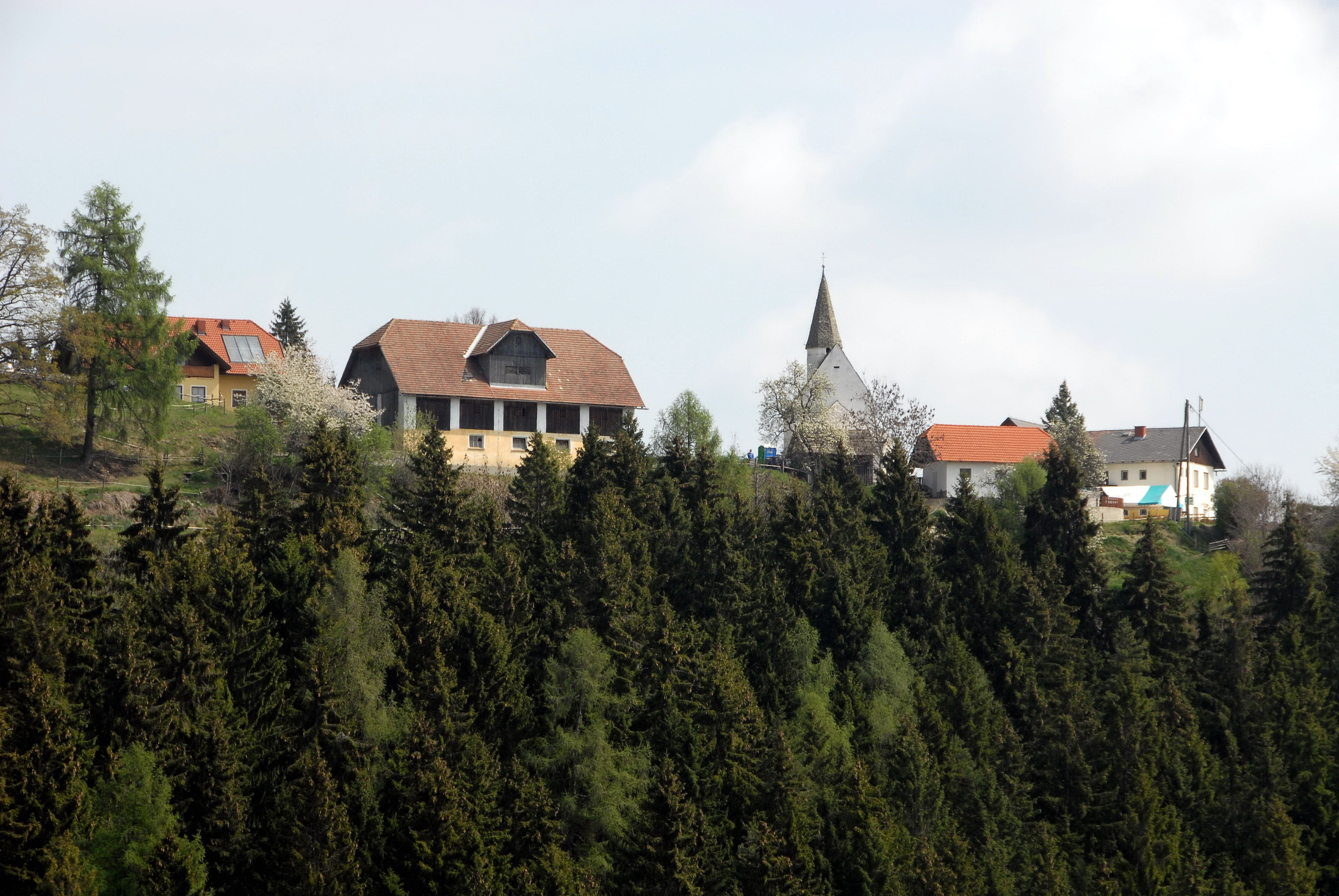
Lorenziberg
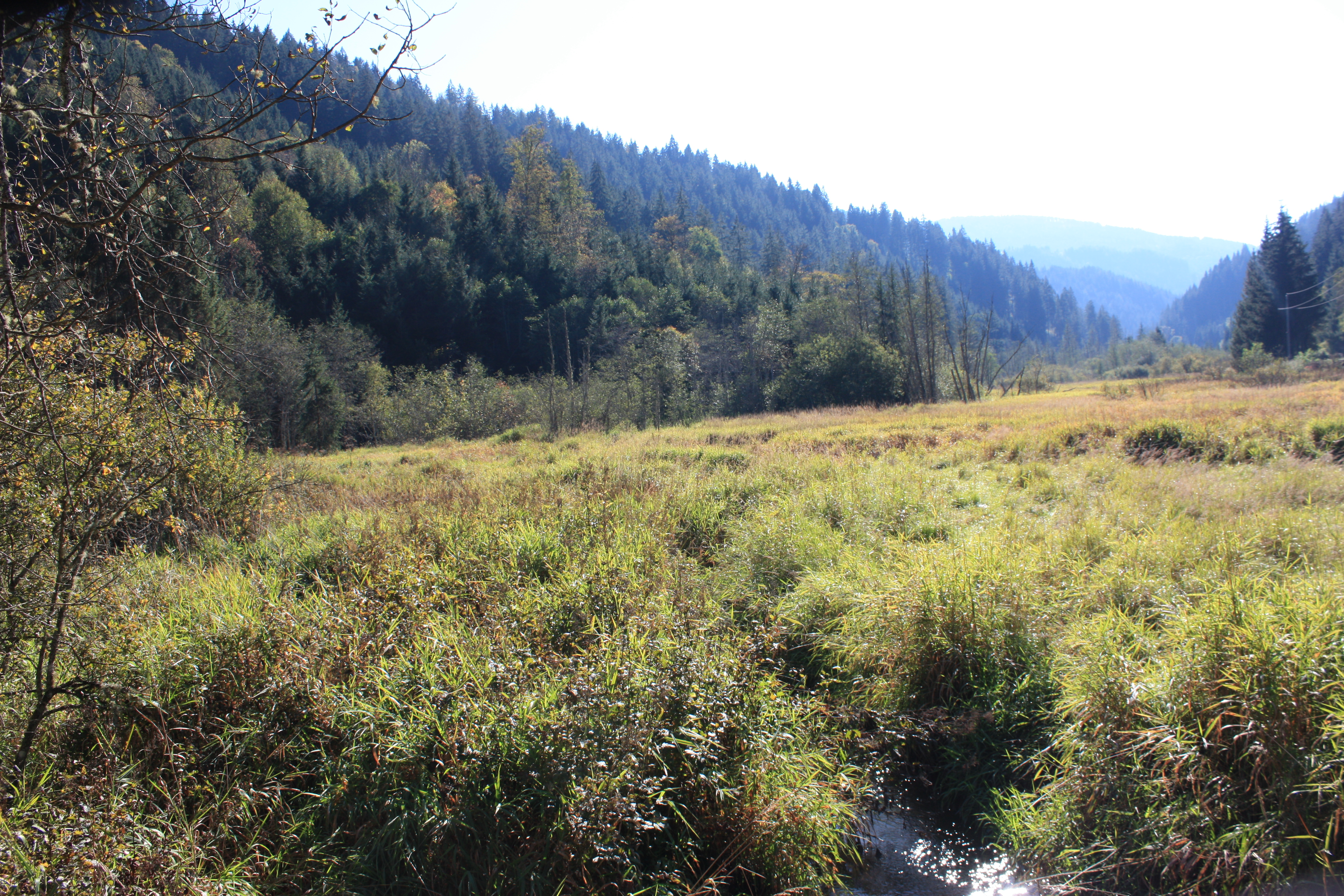
Wimitztal
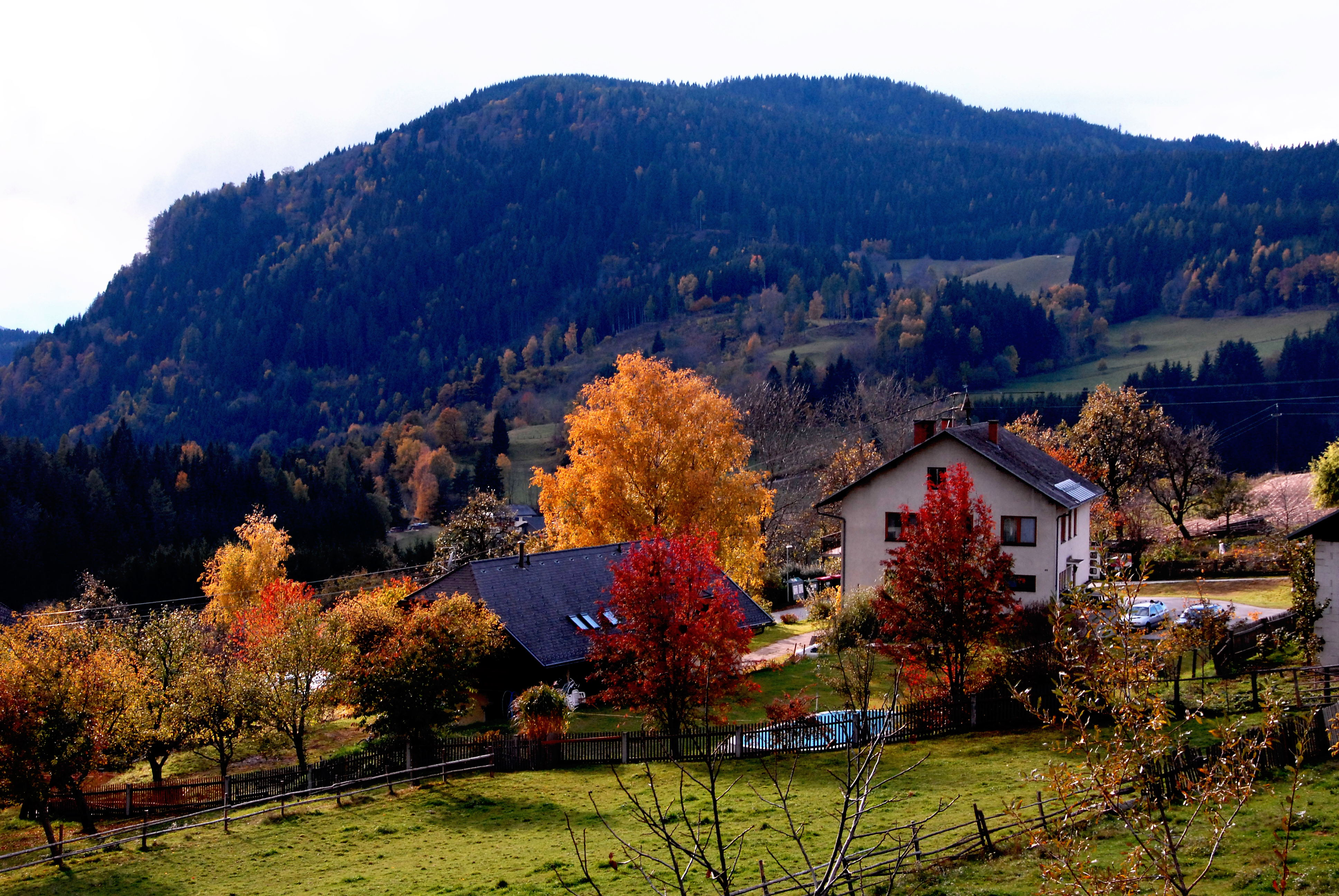
Veitsberg
Simonhöhe